# Adolf Seger
Adolf Seger (Friburgo in Brisgovia, 2 gennaio 1945) è un ex lottatore tedesco, specializzato nella lotta libera.

## Palmarès

### Olimpiadi
- 2 medaglie:
  - 2 bronzi (Monaco di Baviera 1972 nei pesi welter; Montréal 1976 nei pesi medi)